# Хенн, Маттиас
Маттиас Хенн (нем. Matthias Henn; родился 28 апреля 1985 года в Биркенфельде, Рейнланд-Пфальц, ФРГ) — немецкий футболист, защитник клуба «Гисен».

## Клубная карьера
Маттиас начал заниматься футболом в 1991 году в клубе «Уннерталь Бершвеллер». В 1997 году перешёл в «Блаубах-Диделькопф». В 17 лет присоединился к молодёжной команде «Кайзерслаутерна». В 2003/04 Хенн провёл первую игру за второй состав «Кайзерслаутерна», выступавший в Региональной лиге «Юг».
23 апреля 2005 года состоялся дебют Маттиаса за основную команду в Бундеслиге. Следующий матч за основу защитник провёл в сезоне 2006/07, когда «Кайзерслаутерн» выступал уже во Второй Бундеслиге.
Перед началом сезона 2007/08 Хенн принял решение перейти в брауншвейгский «Айнтрахт», выступавший в Региональной лиге «Север». Первый матч за новый клуб Хенн провёл 17 августа 2007 года против клуба «Бабельсберг 03». За сезон Маттиас принял участие в 21 встрече, забил 2 мяча, В сезоне 2010/11 его клуб добился повышения в классе, выйдя во Вторую Бундеслигу, а Маттиас сыграл 37 матчей и забил 1 мяч.
В ноябре 2011 года Маттиас в товарищеском матче против «Вердера» получил травму крестообразных связок. В результате продолжение карьеры Маттиаса оказалось под вопросом. Однако он сумел восстановиться и сыграл в триумфальном для «Айнтрахта» сезоне 2012/13, когда была завоёвана путёвка в Бундеслигу, 3 матча. 19 октября Маттиас вновь сыграл в Бундеслиге, отыграв весь матч против «Шальке 04».
Летом 2015 года Маттиас перешёл в «Ганзу».